# Muralles de Barcelona
Les muralles de Barcelona són, en essència, dos conjunts emmurallats diferenciats corresponents a èpoques històriques diferents. El primer, del segle i aC, es va reforçar cap al segle iii. En l'altre, iniciat el segle xiii, s'hi distingeixen dues parts que acabaren formant un tot, el segon i el tercer recinte —o les segones i les terceres muralles—, abastant l'actual districte de Ciutat Vella.

## Visió general
En el moment de la seva fundació com a Bàrcino sota l'imperi d'August, Barcelona va ser dotada d'un primer recinte emmurallat que envoltava completament el reduït espai urbà. Cap al segle III dC, aquesta muralla va ser reforçada per una segona cortina, adossada a la primera, que en duplicava el grossor i la proveïa de nombroses torres. Aquest traçat correspon al que normalment s'anomena muralla romana de Barcelona. En els segles XIII a XV es van anar construint les muralles medievals de Barcelona, un nou i ampliat recinte emmurallat que incloïa dins del seu traçat els burgs, nom que reben els barris exterior a una vila emmurallada de l'edat mitjana, que havien anat creixent fora dels murs de Barcelona, especialment a partir del segle xi. Al segle xvi, l'arribada de les armes de foc i els conflictes de l'època van propiciar una onada de reformes i millores de la muralla, si bé la fortificació que acabarà constituint les muralles modernes de Barcelona no va substituir la muralla medieval sinó que es va superposar als murs ja existents, tot i completant el tancament de la línia marítima de murallat, de manera que el traçat de la ciutat no es va veure alterat. Es va augmentar el gruix dels murs, se'n va disminuir l'alçada i un dels elements característics de reforç van ser els baluards, elements defensius amb forma poligonal, que se situaven als cantons dels murs. Aquest acoblament, i el fet que la construcció del conjunt s'estengués des del segle xiii fins al segle xvii, porta a la denominació, usada freqüentment, de muralla medieval i moderna de Barcelona.
En la conformació del recinte de Barcino s'hi distingeixen clarament una fase alt-imperial, també anomenada "fundacional", i una fase baix-imperial. L'única variació del traçat de la muralla baix-imperial respecte al del primer recinte consistí en una ampliació del sector SE per tal d'incloure en el perímetre urbà un edifici públic d'època Flàvia proper a la línia de costa del moment.
Pel que fa les muralles de l'època medieval, una primera fase de construcció es podria haver dut a terme en època de Jaume I, passaria al llarg de la rambla i tindria cinc portals, per la qual cosa se la coneix com a Muralla de Jaume I o Muralla de la Rambla. Estudis més recents indiquen que l'existència d'aquests portals no implica necessàriament que hi hagués un recinte murat que els connectés. Durant bastant temps s'havia mantingut el model proposat per Francesc Carreras Candi de tres recintes: la muralla romana, les muralles «dites de Jaume I» i les muralles «"dites de Pere III». De fet, el segon d'aquests recintes, que envoltava la ciutat per l'interior des de les Rambles fins al que seria la Ciutadella, tot i haver-se associat amb Jaume I, qui va morir el 1276,es va construir per ordre urgent de per Pere II el Gran, el 1285, de construir una fortificació de Barcelona. Coincidint amb la compleció d'aquella obra, quan l'any 1357 Pere III va recórrer al Consell de Cent per tal que millorés la defensa de la ciutat, també es va tirar endavant el projecte del "tercer recinte" que, partint del punt superior de les Rambles, envoltava el Raval fins a incloure les Drassanes, amb un punt significat en el Portal de Sant Antoni.
Els segles xvi i xvii, ja en l'època moderna, van veure com es completava el front marí i s'adaptaven les muralles a temps d'armes de foc: Se'n va modificar les dimensions i s'hi van construir alguns baluards.
A final del segle xviii, les muralles de la Rambla es començaren a enderrocar per urbanitzar definitivament el carrer i crear-hi el passeig que donarà lloc a l'actual Rambla. L'any 1854, sota la consigna Abajo las murallas!!!, es va acabar d'enderrocar la resta del recinte emmurallat.

## La muralla romana
Quan al segle i aC es va fundar la Colonia Iulia Augusta Faventia Barcino en el nou imperi d'August, va ser emplaçada, responent a criteris d'estratègia geopolítica, en una situació particularment favorable, projectada cap a la línia de costa i emmarcada, pels costats laterals, en l'espai comprés entre dues rieres naturals. El perímetre de les muralles va ser fixat amb forma de polígon octogonal, una forma regular facilitada pel fet de tractar-se de la fundació d'una ciutat ex novo. L'emplaçament de la ciutat s'estenia al llarg de la lleu pendent formada per dos petits turons, el major conegut en època medieval com a mons Taber. La línia de la costa era, en aquella època, a poca distància del seu límit meridional i els historiadors consideren la possible presència d'un port natural en el sector.
La muralla original, diferenciada com a "fundacional" o "alt-imperial", va ser reforçada, al voltant de l'últim terç del segle III dC, per una segona cortina adossada a la primera, que en duplicava el grossor i la proveïa de nombroses torres, compartint gairebé íntegrament el mateix traçat. Aquesta és la fase "baix-imperial", o "tardana", de la muralla, a la qual corresponen la major part de les restes.

## Del seglevalseglexiii
Entre el segle vi i mitjan segle xi la muralla romana de Barcelona es reaprofita, i en els darrers moments d'aquest període hi degué haver un reforçament del caràcter de plaça forta de la ciutat, amb la refortificació de tres de les portes d'accés a la ciutat (el Castell Vell, el Castell Nou i el castell de Regomir). L'encara magnífic aspecte i les bones prestacions poliorcètiques i defensives d'aquesta fortificació, fa que Barcelona sigui escollida com a seu regia de la cort visigoda, que esdevingui plaça forta andalusina, i que s'estableixi com seu comtal del regne franc.
També en aquest darrer moment molts trams de la muralla baix-imperial varen reaprofitar-se per adossar noves edificacions privades, a més de l'eliminació d'alguns passos de vianants de les portes d'entrada, només deixant oberta l'arcada principal. Extramurs, es produí un creixement urbanístic considerable amb l'aparició de diversos burgs o ravals a redós de les esglésies, just als afores de les portes d'entrada a la ciutat. Però fou sobretot durant els segles xii i xiii quan Barcelona entra en una etapa de gran creixement urbanístic, amb l'expansió planificada dels burgs (vilanoves dels Còdols, de Sant Pere, del Sant Sepulcre, de la Mar, del carrer Montcada…), gràcies a la iniciativa de la Corona, o bé en relació amb la fundació de nous convents sota la cobertura dels ordes mendicants de franciscans i dominics. Tot aquest creixement urbanístic calgué integrar-ho dins de la trama urbana de la ciutat, sobretot a nivell defensiu, i fou per aquest motiu que s'habilitaren nous portals (Pont d'en Campderà, de la Boqueria, del Pou d'en Moranta, de la Drassana, del Born, de la Portaferrissa, de Santa Anna i Jonqueres) a les vies d'entrada fora del nucli murat, configurant-se uns nous límits que van marcar el futur nou traçat del llenç medieval.
Malauradament no s'ha localitzat cap prova arqueològica de cap d'aquests portals, però els indicis apunten que tenien una configuració que aprofitava els accidents geogràfics (llits de rieres i torrents), les obres públiques (clavegueres o el Rec Comtal), o una combinació d'ambdues.

## Muralles medievals de Barcelona

### La primera muralla medieval delseglexiii
L'any 1285, durant una confrontació amb França, el rei Pere II el Gran ordenà fortificar urgentment Barcelona amb murs de tàpia i torres de fusta, com es constata a la Crònica de Bernat Desclot, i on pretenia tancar tota la ciutat excepte per la part de mar. Un cop el conflicte bèl·lic decaigué, les tasques de fortificar degudament Barcelona recaigueren en el Consell de Cent, convertint-se en la gran primera obra pública de la qual es feia càrrec. El nou llenç defensiu inclogué alguns portals ja construïts (Boqueria, Portaferrissa o Jonqueres), i n'afegí de nous com el del Portal Nou l'any 1295. Únicament la documentació escrita de principis del segle xiv permet constatar aquest nou perímetre: La Rambla, carrer Fontanella, plaça Urquinaona, carrer de Trafalgar, Arc de Triomf i Parc de la Ciutadella.

### Campanyes de fortificació de la segona meitat delseglexiv

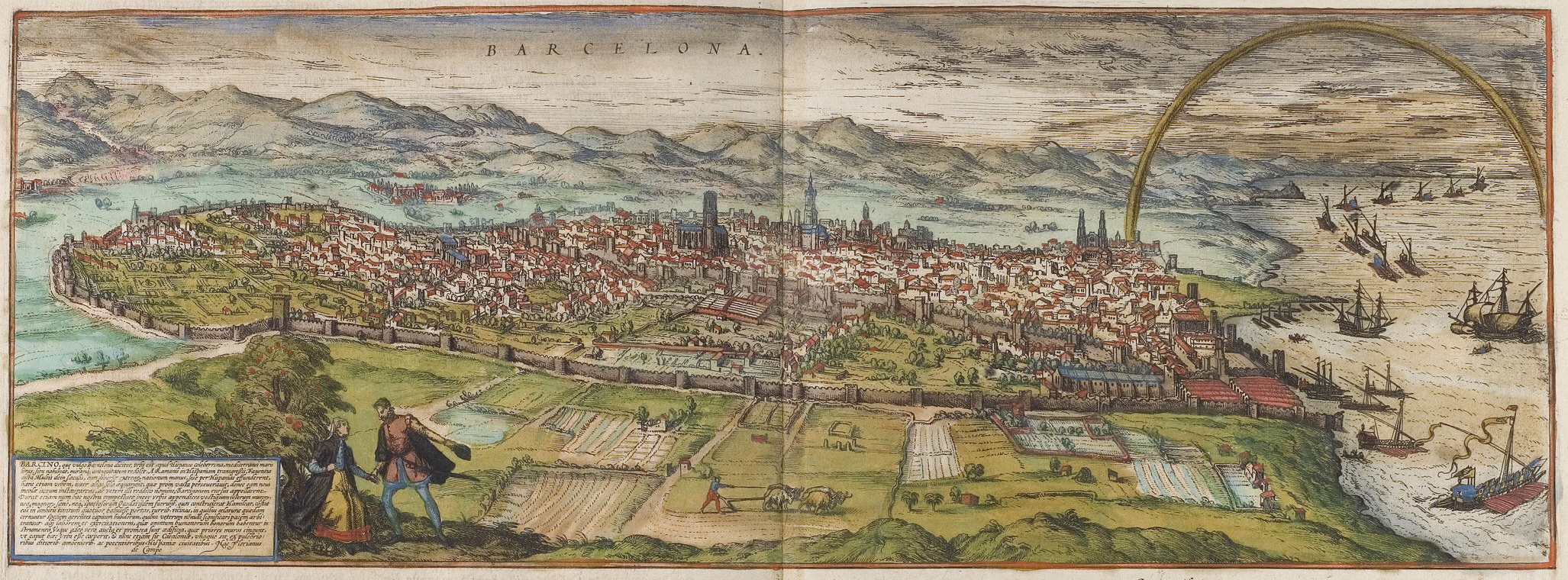
Barcelona en una vista pels voltants del 1535. A Civitates Orbis Terrarum de Georg Braun i Frans Hogenberg

A causa d'un conflicte bèl·lic amb Castella, l'any 1357 el Consell de Cent decidí refermar i millorar les muralles de final del segle xiii, i amb aquest objectiu adquirí tres pedreres a la muntanya de Montjuïc. Els treballs van començar als dos extrems del front marítim, Sant Daniel i Sant Francesc, i a tocar del monestir de Santa Clara. Tot i això els treballs de la darreria del segle xiii no van resoldre la defensa d'aquests punts, i feia menester, d'urgència, una fortificació.
Pel costat de La Rambla es va tancar definitivament del clos, potser aprofitant el tancament de final del segle xiii, i que va permetre fixar el perímetre de la Ciutat Vella, exceptuant el Raval. Els treballs constructius a la Rambla foren especialment complexos, com que incloïen el trasllat de la riera.
Respecte a l'espai ocupat pel front marítim, atesa l'habilitació d'aquesta zona de la ciutat per nous usos comercials i mercantils, comportà la construcció d'edificis específics com la Llotja. Això determinà que no es tanqués aquest front de la ciutat, tot prioritzant la principal porta d'accés de la ciutat: el mar.
Diferents intervencions arqueològiques han permès trobar diversos trams d'aquest llenç (passeig Picasso-parc de la Ciutadella, la Rambla, monument de Colom-torre de les Puces), i constaten que la muralla es bastí amb un doble full de parament, omplint l'espai intermedi amb la terra extreta del vall o fossat defensiu extern, com el localitzat en el sector de la Rambla. Les torres tindrien una planta semiheptagonal o semioctagonal, o heptagonal en el cas de la Torre de les Puces. Les restes arqueològiques documentades a la Torre de les Puces o torre cantonera de la muralla marítima i de la Rambla, permeten constatar que la part inferior del mur és compacte, amb un gruix de 3 metres, i uns paraments externs fets amb carreuó regular lligat amb morter de calç. El parament extern presenta una pàtina de color ataronjat (òxid de ferro), de funció estètica. Aquest element defensiu fou enderrocat a mitjan segle xviii.

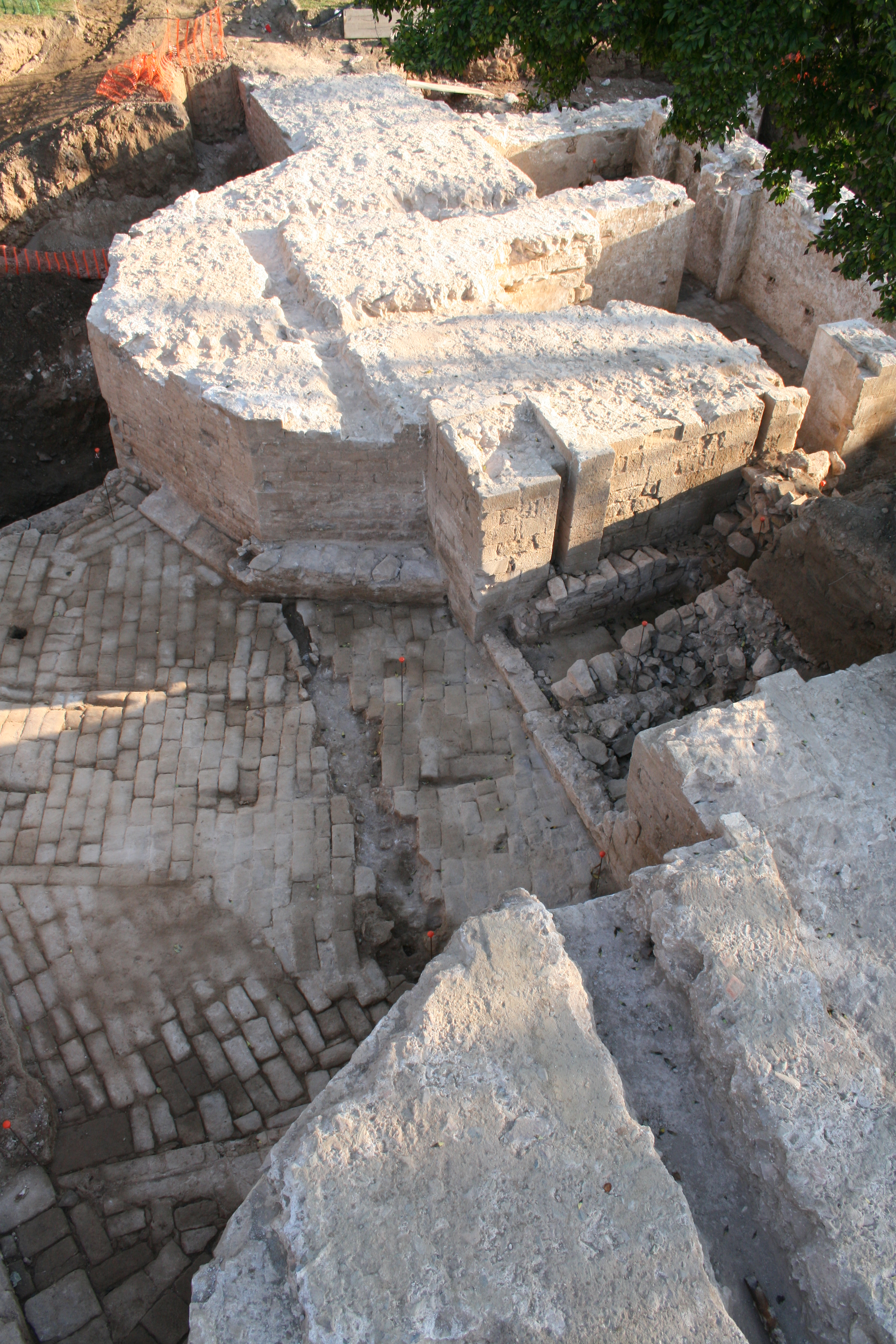
Restes de les dues torres poligonals del Portal de Sant Daniel (S.XIV)

Els treballs arqueològics realitzats al Portal de Sant Daniel (Parc de la Ciutadella) van permetre documentar la muralla, el portal i el pont del mateix nom, el qual permetia l'accés a la ciutat pel costat oriental. Aquest portal estava flanquejat per dues torres poligonals, i mitjançant el pont de pedra de Sant Daniel es travessava el fossat defensiu que protegia aquest punt.
La intervenció realitzada a l'avinguda dels Til·lers del Parc de la Ciutadella identificà els segments de muralla compresos entre el Portal Nou i el Portal de Sant Daniel, a més de dues torres, una de poligonal i una segona quadrangular, separades uns 30 metres. El pany de muralla presentava una alçada conservada de 2 metres i un gruix de 3 metres, i estava feta amb filades horitzontals de carreus regulars i amb un doble full de paredat, farcit amb pedres i morter.
En els treballs realitzats al Pla de la Boqueria-Estació Metro Liceu es van localitzar les restes parcials de la torre oriental del portal de la Boqueria, que ja es coneixia des del segle xiii i que fou reconstruït en aquest moment. Segons les planimetries del projecte d'alineació de la Rambla en el segle xviii, eren de forma poligonal i de grans dimensions.
Molt pròxima, a la plaça de Joaquim Xirau, es localitzà un tram important de la muralla, tradicionalment anomenada de “Jaume I”, molt propera al portal d'Escudellers, anomenat antigament de Trentaclaus o dels Ollers. Els materials associats a aquest tram de muralla van permetre datar-la entre els segles xiii i xiv.
Entre la Rambla i el Portal de l'Àngel, tenint en compte el mètode constructiu i el lloc, es van identificar dos trams de murs que es podrien correspondre a les restes de les fonamentacions de dues torres associades al llenç de muralla aixecada a mitjan segle xiv.
No fou fins al 1368 quan el Consell de Cent demanà als ciutadans de Barcelona que col·laboressin en la construcció dels nous recintes defensius, tot i que es va executar mitjançant la iniciativa privada, on l'excavació dels diversos trams del vall eren contractats per constructors privats.

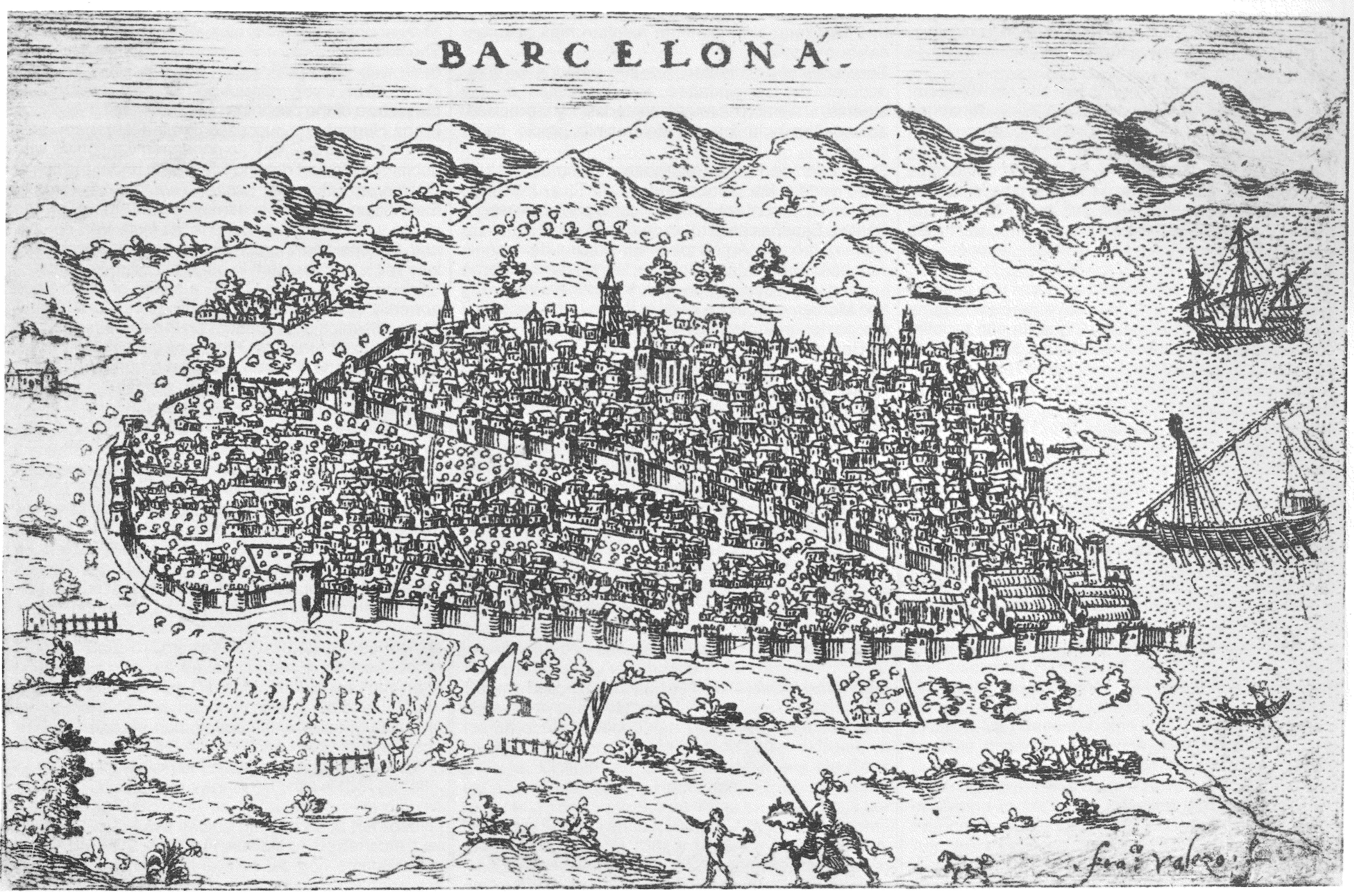
Vista de Barcelona, 1579. Autor F. Valesio

Els veïns del barri del Carme (el Raval) van exigir que s'inclogués el seu barri dins de la zona emmurallada. Aquest barri va adquirir una gran notorietat durant el segle xiv, creixent entorn del convent del Carme, del monestir de Natzaret i de l'hospital de Colom. Aquí es va reproduir el mateix model que l'acorregut al segle xiii: un tancament de les vies de comunicació amb possibles elements defensius (com el portal d'en Godai), que es configuraven resseguint els accidents geogràfics de la zona (rieres i torrents). Així el 1368 es començà a construir la muralla dita del Raval.
Aquesta idea original fou modificada entre els anys 1372 i 1378, quan amb la modificació i ampliació de les Drassanes, comportà que el clos murat s'estengués fins aquest zona, incloent-hi aquest edifici, així com el monestir de Sant Pau del Camp i l'Hospital de Sant Llàtzer, fins a anar a tancar amb el portal de Tallers. La construcció d'aquest tram de muralla i de les torres es perllongà durant tot el segle xv. Es tracta d'una muralla de pedra, amb tal·lus defensiu, i amb torres tant de planta circular o ultracircular (carrer Pelai i carrer de les Flors), com de quadrades (Drassanes). Aquest canvi de tipologia constructiva permet diferenciar entre les construccions del segle xiv i inicis del XV al sector de Santa Madrona. En aquest indret es buscà una mateixa integració amb les Drassanes del XIII, i amb la resta del conjunt, des de Sant Pau fins a la Rambla, que serien del segle xv. El tipus de parament també permet diferenciar el seu moment constructiu. Mentre que al sector annex a Drassanes s'empra un carreuó anàleg a la muralla del XIV, el parament de les restes del carrer Pelai estan fets amb pedra de fil i amb uns carreus més grans. Els carreus eren de pedra de Montjuïc, i la part exterior estava encintada. Al llarg del carrer Pelai diverses intervencions arqueològiques han permès documentar part del llenç que tancava el barri del Raval per aquest sector, des de l'actual Rambla fins a la plaça Universitat.

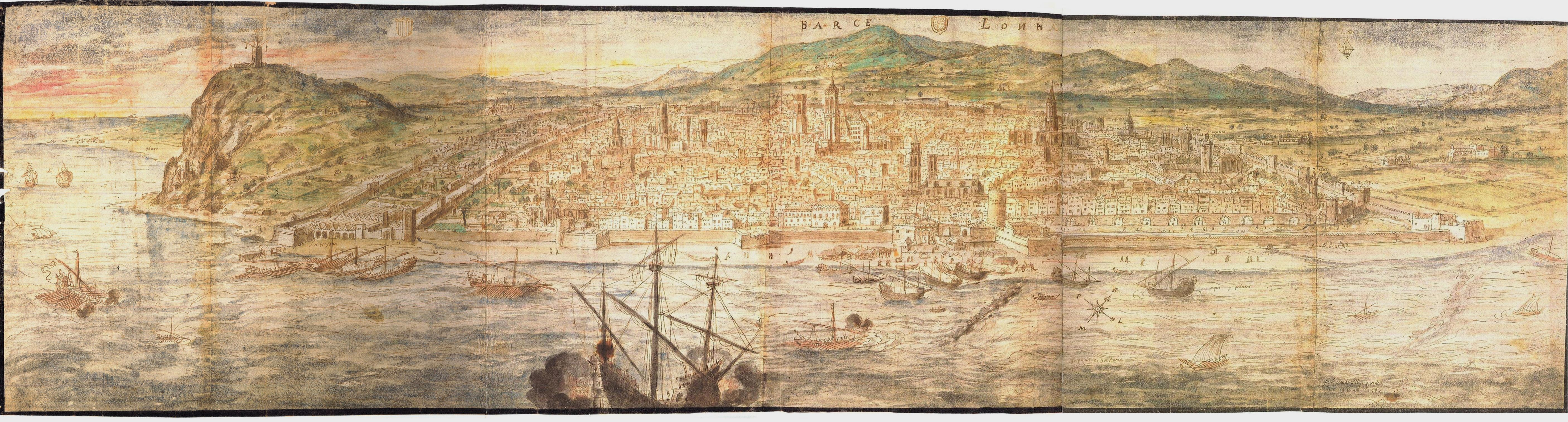
La ciutat de Barcelona el 1563 i el seu recinte emmurallat d'època medieval. Autor Anthonis van den Wyngaerde.

## La muralla moderna (S. XVI-XVII): la muralla de mar i els baluards

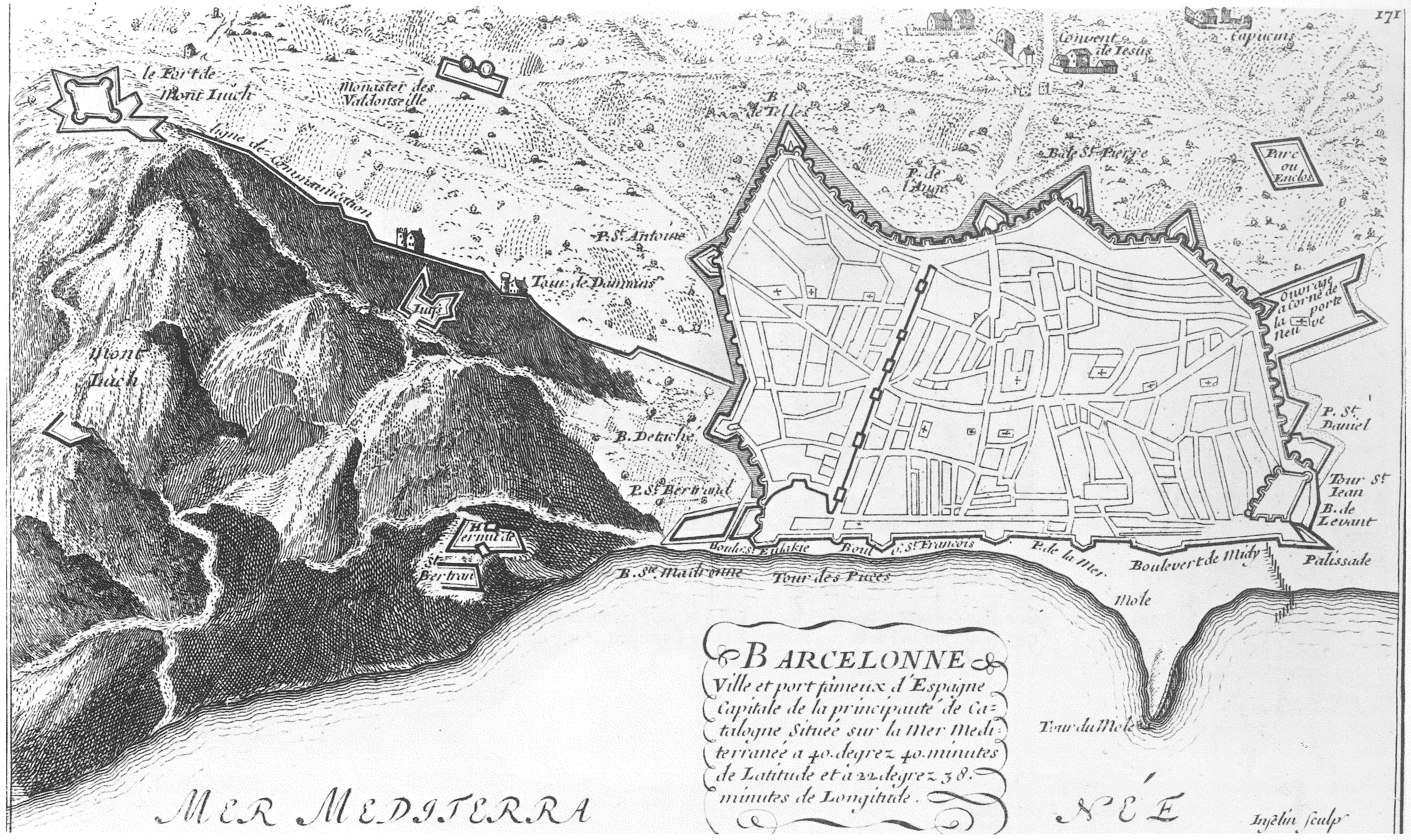
Mapa de Barcelona, realitzat amb finalitats militars l'any 1694, on s'aprecien els baluards incorporats en la muralla moderna

L'evolució de les armes de foc, en concret dels canons i les bombardes, determinà que, en menys de dos-cents anys, s'hagués de modificar en gran manera la forma de construir les fortificacions. La primera notícia d'una arma de foc a Barcelona fou durant la Batalla naval de Barcelona de 1359: la Pere el Cerimoniós fa esment de com la nau major que defensava la ciutat d'una flota castellano-genovesa, va disparar dues bombardes que feren fugir els agressors. Quasi dos-cents anys més tard, ençà el segon quart del segle xvi, es va fer necessària una nova configuració de llenç murat barceloní, per tal de suportar l'impacte de projectils molts més efectius i destructius. Per compensar l'increment d'aquesta potència dels trets es va haver d'incrementar notablement el gruix dels murs, i reduir-ne l'alçada per oferir una superfície d'impacte menor. Un problema a solucionar urgentment eren les torres, les quals oferien un objectiu molt llaminer pels canons. Inicialment es va optar per les torres circulars, que semblaven resistir millor els impactes, però aquesta solució resultà inefectiva. La resposta a aquest problema es va trobar en la construcció dels baluards: terraplens avançats al llenç murat, de planta poligonal, i que es construïen en els angles sortints del traçat de la muralla, i mai sense superar l'alçada d'aquesta. El vall es va veure modificat, deixant de ser una rasa més o menys ampla, convertint-se en un gran espai completat amb una contraescarpa o talús previ al terreny inclinat (glacis) que ascendia vers la muralla, per permetre crear un angle favorable per a la defensa.
La muralla de mar fou el tram escollit per construir els primers baluards. Les obres en aquest sector van començar l'any 1358, però no fou fins a final del segle xv quan es va decidir tancar tot aquest front. Els constants temporals que colpejaven aquest tram de muralla, foren un altre motiu de preocupació per part del Consell de Cent, ja que periòdicament malmetien i destruïen punts d'aquesta fortificació, i eren necessàries reparacions constants per refer-la o enfortir-la més. La duració d'aquests treballs es perllongaren encara més amb la construcció d'aquests nous baluards. Segons les Rúbriques els treballs de fortificació de la façana marítima s'iniciaren el 1513 amb la construcció del baluard de Llevant i continuaren l'any 1527 amb el baluard de Migdia, i el 1540 el de ponent, també anomenat Baluard de Sant Ramon o de la plaça del Vi. Aquests treballs van comportar la desaparició de quatre illes de cases del carrer de les Polleres, fet que va fer augmentar el cost i el temps, degut a l'expropiació i enderroc.
En 1542, durant la Guerra d'Itàlia, l'exèrcit francès va assetjar Perpinyà, la pressió dels pirates es va intensificar, i va esclatar una epidèmia de bandolerisme al principat i a l'agost el capità general de l'exèrcit Fernando Álvarez de Toledo y Pimentel va decidir, conjuntament amb els consellers de Barcelona, la fortificació de la muralla de Barcelona per convertir-la en una plaça fortificada, mentre els diputats de la Generalitat i els consellers van decidir armar les confraries dels gremis barcelonins.
Des de la segona dècada del segle xvi, hi havia la intenció de construir un baluard com a final de la muralla moderna de la ciutat, formant part d'una dàrsena al costat de les Drassanes, que es va començar a construir en 1552. Finalment, entre el 1554 i el 1559 es va dur a terme la darrera gran obra en la muralla de la façana marítima: el portal de Mar. Amb aquesta construcció es donà per tancat la totalitat del perímetre de la ciutat.
Diferents intervencions arqueològiques han permès documentar les restes de la muralla moderna de mar. L'excavació en extensió del solar ubicat a la plaça Pau Vila i carrer Dr. Aiguader han posat al descobert el baluard del Migdia, de planta quadrada, i un tram de la muralla del primer terç i mitjans del segle xvi que defensava la ciutat per la banda de mar, així com la contraescarpa construïda a principis del segle xviii. La cara exterior del baluard està realitzada amb carreuons rectangulars (35 per 25 cm), amb un paredat de morter de calç i pedra irregular. El seu fonament està fet amb encofrat i el segon amb pedres irregulars.
En un punt molt proper, entre Pla de Palau i la Plaça de Pau Vila, la realització d'una rasa de 120 metres lineals va posar al descobert el Portal de Mar, construït a mitjan segle xvi, així com una reforma realitzada a davant mateix de la porta el 1632, consistent en la construcció d'un parapet, amb planta tipus baluard, així com un fossat de 17 metres d'amplada i, finalment, una contramuralla a mitjan segle xvii, que amortitzava parcialment el fossat suara esmentat.
Pel costat de la muralla de terra, el nou conjunt de reformes van consistir a escapçar les torres i fins i tot enderrocar un bon nombre, a més d'afegir terraplens i baluards. Així doncs, la fortificació moderna a Barcelona es va afegir a la medieval, sense alterar el traçat en cap sector més enllà de l'ampliació al sector del carrer de les Polleres. D'aquesta manera, entre mitjans i finals del segle xvii, Barcelona quedà protegida per onze baluards: el baluard de Migdia, el baluard de Llevant, el baluard de Santa Clara, el baluard del Portal Nou, el baluard de Jonqueres, el baluard de Sant Pere, el baluard de l'Àngel, el baluard de Tallers, el baluard de Sant Antoni, el baluard de Santa Madrona, i el baluard de Sant Francesc.

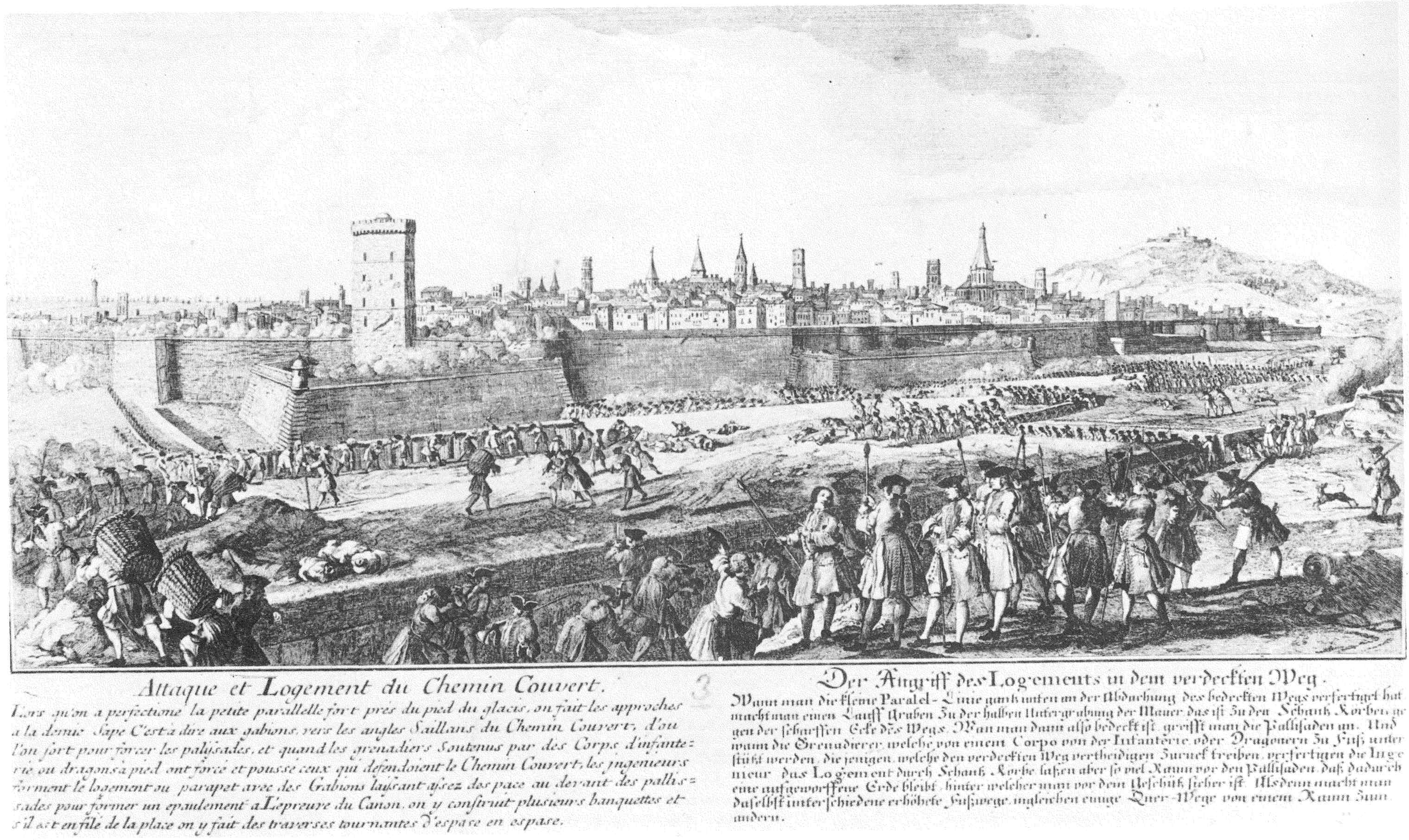
Gravat dibuixat pel pintor francès J. Rigaud l'any 1714 on es mostra el setge de la ciutat de Barcelona per part de les tropes de Felip V, i que es correspondria al baluard del Portal Nou.

L'any 1635 es va iniciar un llarg conflicte amb França, i que malgrat el Tractat dels Pirineus, no es va solucionar fins a la fi de la Guerra de Successió espanyola. Entre els anys 1636 i 1650 es dugueren a terme un gran nombre d'actuacions a la muralla, que comportaren obres d'abast divers. L'any 1637, el Consell de Cent redactà un memorial de les actuacions necessàries que requeria la fortificació barcelonina, com terraplens i altres estructures defensives davant dels portals, obres les quals continuaren fins a l'any 1648, invertint en aquest moment fins a 30.000 lliures. El baluard de Santa Madrona fou començat entorn del 1641, any en què es terraplenà la muralla davant del monestir.
Encara dins del marc d'aquesta llarga confrontació amb França, també se succeïren períodes de revolta per part dels catalans, com la Guerra dels Segadors (1652), que va convertir Barcelona en una ciutat estratègica. Arran d'aquesta darrera revolta, el Consell de Cent va perdre la competència de la gestió i manteniment de les fortificacions de la ciutat a mans de la Corona, i provocà la construcció dels primers baluards, amb un objectiu i finalitat molt definida: a més de defensar la ciutat dels atacs exteriors, es convertí en un instrument de la Corona per controlar una ciutat que es revoltava constantment contra l'autoritat reial. La Corona també va preveure un reforçament de les defenses mitjançant la construcció de forts associats, però complicacions financeres només van permetre actuacions parcials al castell de Montjuïc. Passada la Guerra dels Segadors, entre el 1672 i el 1675 s'inicià, per part de l'Estat, la construcció dels baluards del Portal Nou i de l'Àngel, mentre que l'any 1694 s'acabà el baluard de Sant Francesc, i el 1697 es finalitzaren els treballs dels baluards dels Tallers, Sant Pere i Jonqueres.

## L'enderrocament de les muralles (1854-1881)
En iniciar-se el segle xix el poble de Barcelona detestava les muralles i n'exigia l'enderrocament, de forma pràcticament unànime. Això s'explica per dos grans factors. Primer, la ciutat, en plena expansió modernitzadora i amb voluntat d'esdevenir una gran capital europea, necessitava nous espais per la indústria, l'habitatge i la mobilitat; per contra, s'ofegava dins el clos murallat: augment de la població, sobreocupació del sòl, esclat de la industrialització, insalubritat. Un segon factor, i de gran importància, va ser la càrrega simbòlica que implicava la muralla, clarament vinculada a l'antic règim i a la repressió militar imposada a partir del 1714.

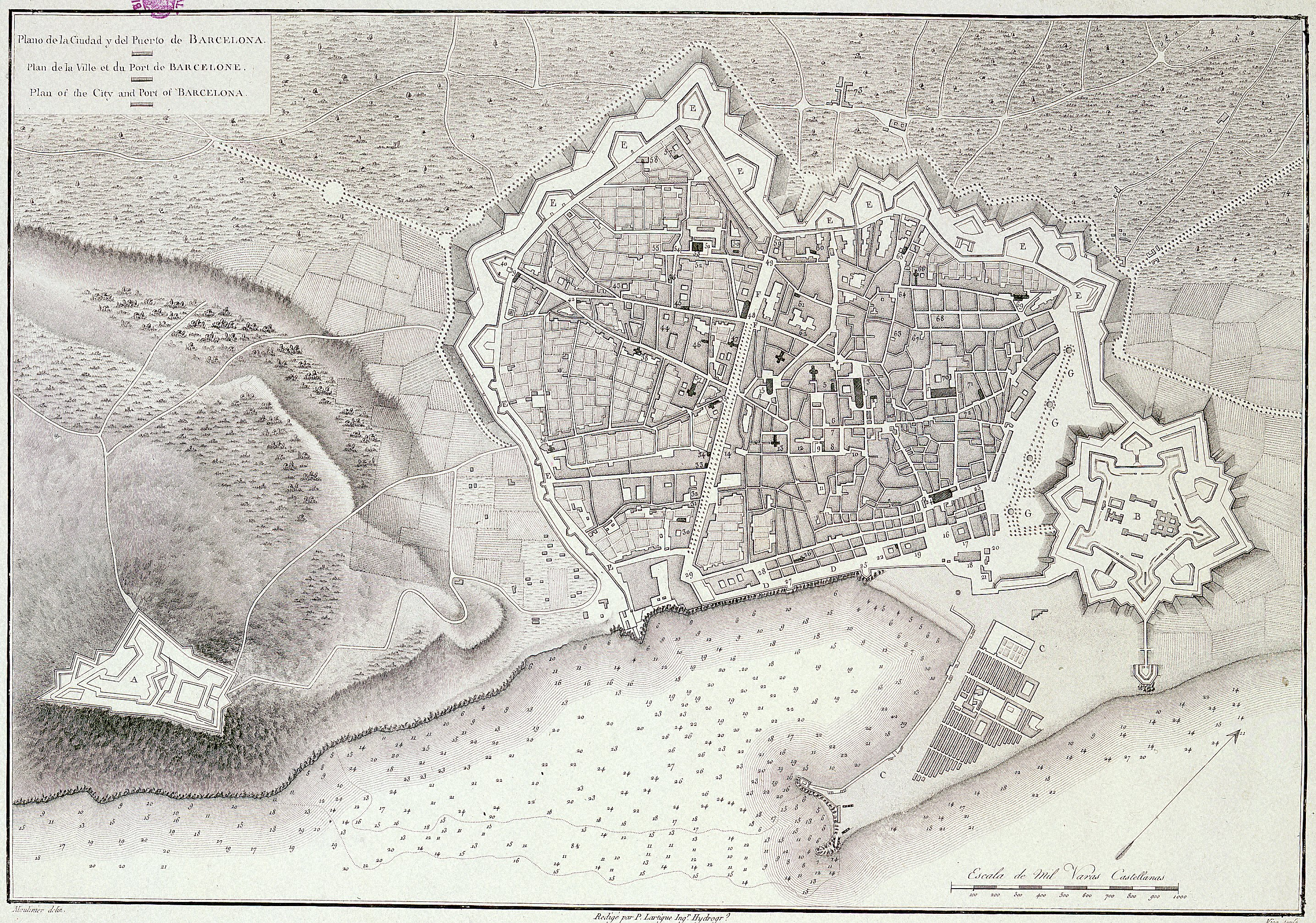
Barcelona, amb la fortalesa de la Ciutadella de 1716, mig segle abans de l'enderrocament de les muralles

Així, ja en el Trienni Liberal (1820-1823) es reclamà l'enderrocament de les muralles, sense èxit. Engegada la Regència d'Espartero, el 31 de desembre de 1840 l'Ajuntament de Barcelona convocà un concurs públic de textos que argumentessin la necessitat d'eliminar les muralles; l'11 de setembre de 1841 el guanyà Pere Felip Monlau amb el cèlebre opuscle Abajo las murallas!!!. En dues ocasions, l'octubre de 1841 i el juny de 1843, sengles insurreccions populars engegaren l'enderrocament, i en ambdues ocasions l'Estat respongué amb el bombardeig de la ciutat, fortes multes i l'obligació de reconstruir els trams destruïts.
Finalment, l'estiu de 1854 s'engegà l'enderrocament de la muralla de terra. Ho facilità una conjuntura molt especial: canvi de règim a Madrid (Bienni Progressista) i enorme inestabilitat social a Barcelona, amb epidèmia de còlera i gran nombre de jornalers aturats a què calia donar feina. L'Ajuntament engegà l'enderroc el 7 d'agost, tot i que l'autorització governativa no es publicà a Madrid fins al dia 15. La Junta d'Enderroc fou dissolta el 2 de gener de 1856, tot i que la tasca continuaria encara durant anys. Barcelona passava a estar oberta al Pla. Immediatament s'engegà el procés que menaria al pla Cerdà (1859) i la construcció de l'Eixample (a partir de 1860).
Una segona etapa fou l'enderrocament de la Ciutadella, particularment odiada perquè la seva funció exclusiva, des de sempre, havia estat la vigilància i repressió contra la ciutat. En el context de la Revolució Gloriosa, el nou Ajuntament inicià l'enderrocament de la Ciutadella el 16 d'octubre de 1868, un cop més sense esperar l'autorització governativa. El 15 de desembre de 1869 el govern espanyol, mercès a la intervenció de Prim, cedí els terrenys de la Ciutadella a l'Ajuntament de Barcelona. En sorgirien el parc de la Ciutadella i el barri que l'envolta.
Només hi restava la muralla de mar, força popular entre els barcelonins com a passeig. Fou enderrocada entre 1878 i 1881, i permeté la reforma del port i la definitiva integració de la Barceloneta en el contínuum urbà.